# Харнетт, Риччи
Риччи Харнетт (англ. Ricci Harnett; род. 20 марта 1975, Лондон, Великобритания) — английский актёр, сценарист и режиссёр, наиболее известный по главной роли Карлтона Лича в фильме 2015 года «Восхождение пехотинца 2». Среди других фильмов: «Предмет красоты» (1991), «28 дней спустя» (2002), «Восхождение пехотинца» (2007), «Дыши» (2009), «Психоз» (2010), «Забастовка» (2011), «Вендетта» (2013), «Самый крутой» (2014).

## Карьера
Харнетт дебютировал в фильме «Объект красоты» вместе с Джоном Малковичем. Он также снялся в фильме «28 дней спустя» в роли капрала Митчелла. Харнетт сыграл главного героя Кэрролла Бэйли в фильме «Дыши» компании Porcelain Film в 2009 году.
В 2015 году он стал сценаристом, режиссёром и исполнителем главной роли Карлтона Лича в лондонском гангстерском фильме «Восхождение пехотинца 2», в котором снимались Крейг Фэйрбрасс, Чарли Хитон и Стивен Беркофф. Фильм получил премию «Лучший британский фильм» на Национальной кинопремии Великобритании 2016 года, на которой Хартнетт был номинирован за лучшую прорывную роль.
Хартнетт снялся ещё в нескольких фильмах о гангстерах: «Восхождение пехотинца» (2007), «Хулиган с белым воротничком» (2012), «Забастовка» (2011), «Вендетта» (2013), «Самый крутой» (2014), но старается двигаться в других жанрах, например, в фильме Truancy, который он написал и срежиссировал и который должен выйти в 2023 году.

## Фильмография
| Год       | Русское название          | Оригинальное название           | Роль                                |
| --------- | ------------------------- | ------------------------------- | ----------------------------------- |
| 1991      | Предмет красоты           | The Object of Beauty            | Стив                                |
| 1991      | Помешанный на здоровье    | Teenage Health Freak            | Белчер                              |
| 1992      | Между строк               | Between the Lines               | Юноша                               |
| 1995      | Лавка древностей          | The Old Curiosity Shop          | Том                                 |
| 1995      | Тонкая голубая линия      | The Thin Blue Line              | Даррен Грим                         |
| 1997      | Безмолвный свидетель      | Silent Witness                  | Стив Эббот                          |
| 1998      | Некая справедливость      | A Certain Justice               | Гэри Аш                             |
| 1999      | Женоподобный              | Poof                            | Гунер                               |
| 1999      | Убийство Стивена Лоуренса | The Murder of Stephen Lawrence  | Нил Акурт                           |
| 1999      | Начало                    | Starting Out                    | Дин                                 |
| 2000      | Крепкое словцо            | Strong Language                 | Нейтан                              |
| 2001      | Микобер                   | Micawber                        | Гордон                              |
| 2002      | 28 дней спустя            | 28 Days Later                   | Капрал Митчелл                      |
| 2002      | Судья Джон Дид            | Judge John Deed                 | Кевин Хелиер                        |
| 1996–2003 | Роджер Роджер             | Roger Roger                     | Марлон                              |
| 2004      | BBC: Дюнкерк              | Dunkirk                         | Гвардеец Десмонд Торогуд            |
| 1989–2004 | Чисто английское убийство | The Bill                        | Дейв Хоул                           |
| 2005      | Улица достоинств          | Job Street                      | Водитель                            |
| 2005–2009 | Дабплейт                  | Dubplate Drama                  | Пранкеры                            |
| 2006      | Дивизия радости           | Joy Division                    | Сержант Гарри Стоун                 |
| 1994–2006 | Катастрофа                | Casualty                        | Джорди (2006) / Колин Миллер (1994) |
| 2007      | Восхождение пехотинца     | Rise of the Footsoldier         | Карлтон Лич                         |
| 2009      | Диши                      | Breathe                         | Кэрролл Бейли                       |
| 2010      | Психоз                    | Psychosis                       | Пек                                 |
| 2011      | Забастовка                | Turnout                         | Грант                               |
| 2013      | Вендетта                  | Vendetta                        | Сержант Джо Виндзор                 |
| 2014      | Самый крутой              | Top Dog                         | Микки                               |
| 2015      | Восхождение пехотинца 2   | Rise of the Footsoldier:Part II | Карлтон Лич                         |
| 2018      | Жители Ист-Энда           | EastEnders                      | Дилан Бокс                          |
| 2021      | Камешек и мальчик         | The Pebble and the Boy          | Ронни                               |